# Ковжское
Ко́вжское (Ко́вжское о́зеро, Ковжа, Лозское) — озеро, расположено в Вытегорском районе Вологодской области России. Площадь 65 км², длина 18 км, ширина 4 км.
Имеет сложную форму, на севере соединяется с Кужозером, на юге через проток — с Павшинским озером. На южном берегу озера расположены деревни Якшино, Рюмино, Кябелово, через которые проходит трасса А119.
Площадь водосборного бассейна — 438 км². Высота над уровнем моря — 162,3 м.
Юго-западная часть озера называется озеро Лозовское (Лозское) и из неё вытекает река Ковжа. На берегу расположена деревня Лоза.
В XVIII—XIX веках озеро использовалось для питания водой Мариинского канала, ключевой части Мариинской водной системы, соединяющей Волгу и Балтийское море.

## Топографические карты
- Лист карты P-37-XXV,XXVI Вытегра. Масштаб: 1 : 200 000. Состояние местности на 1986 год. Издание 1993 г.